# Keihäslampi
Keihäslampi eller Keikäslampi är en sjö i Finland. Den ligger i kommunen Rovaniemi i landskapet Lappland, i den norra delen av landet, 700 km norr om huvudstaden Helsingfors. Keihäslampi ligger 182,6 meter över havet. Arean är 34,7 hektar och strandlinjen är 2,88 kilometer lång. Sjön  ingår i Kemi älvs huvudavrinningsområde. 